# Cerynea igniaria
Cerynea igniaria là một loài bướm đêm trong họ Erebidae.